# Реформи заради майбутнього
«Рефо́рми зара́ди майбу́тнього» — депутатська фракція у Верховній Раді України VI скликання, створена 16 лютого 2011 року. Фракцію очолював депутат Ігор Рибаков (обраний за виборчим списком Блоку Юлії Тимошенко). Фракція підтримувала Перший уряд Миколи Азарова. Всі члени фракції в індивідуальному порядку увійшли до парламентської коаліції, яка підтримує цей уряд. До складу фракції входило 19 депутатів.

## Історія
31 серпня 2010 року у Верховній Раді була створена депутатська група «Реформи заради майбутнього». У вересні 2010 року нова депутатська група заявила, що має намір домагатися отримання статусу парламентської фракції. Після скасування імперативного мандата 1 жовтня 2010 року створення парламентської фракції стало можливим, якщо до її складу увійдуть 15 або більше депутатів. На той час депутатська група складалася з 17 колишніх членів фракції «Блок Юлії Тимошенко — „Батьківщина“» та двох колишніх членів фракції блоку «Наша Україна — Народна самооборона».
У лютому 2011 року до групи приєдналися депутати Іван Плющ і Тарас Чорновіл. 16 лютого 2011 року фракцію «Реформи заради майбутнього» було зареєстровано офіційно.
10 січня 2012 року до складу фракції увійшов Роман Забзалюк, який незадовго до цього покинув фракцію БЮТ. Проте 8 лютого він заявив, що його перехід був формальним, і що він отримав за нього 450 тисяч доларів від Ігоря Рибакова. Він оприлюднив аудіозаписи, на яких чутно голоси, схожі на Забзалюка і Рибакова. Наступного дня через скандал навколо записів фракцію залишив Тарас Чорновіл.